# Mórichida
Mórichida község Győr-Moson-Sopron vármegyében, a Téti járásban.

## Fekvése
A Kisalföldön fekszik, a Marcal és a Rába völgyében, Győrtől 32 km-re délre. A Rábától egy kilométerre, közvetlenül a Marcal folyó jobb partján épült. Tájföldrajzilag a Kisalföld nagytájához, azon belül a Marcal-medencéhez tartozik. Határa nyugat felé a Rábáig húzódik – itt volt a történelmi Győr és Sopron vármegyék, egyúttal a Rábaköz határa.
Talaja legnagyobbrészt laza meszes homok, homokos öntésiszap, ill. a két folyó közti részeken kötöttebb, agyagos öntéstalajok. Az uralkodó szélirány északnyugati. Éghajlatát a mérsékelten meleg nyarak, és a mérsékelten enyhe, száraz telek jellemzik. A Csángota-ér (a helyi nevén Csangota-ér) és a Csikvándi-Bakony-ér szalad a Marcalba a falu alatt.
Felszíne síkság, melyet kisebb, homokos, lapos hátak tesznek változatossá: a tengerszint feletti magasságuk 115–125 m között váltakoznak. Határa mezőgazdasági kultúrtáj, a vizek mellett kisebb ligeterdő foltokkal, de nagyobb területű, összefüggő erdei is vannak: akácosok, fenyvesek, előfordul a tölgy is. Állatvilága ezeknek megfelelően változatos, a nagyvadak közül előfordul az őz, szarvas, és a vaddisznó is.
A településszerkezet hűen tükrözi a történeti fejlődés fázisait, az egyes településrészek nem kapcsolódnak szorosan egymáshoz. Az ősi falurész Bordács napjainkban is létezik, a Nagy és Kis – mórichidai szintén jól megkülönböztethető. Az elmúlt években a község a Szőlőhegy irányában fejlődött, a régi részektől a Papréten létrehozott sportpálya határolja el.
A falun kívüli településekről – az ősi Teke-pusztáról, Ferencházáról és Tördemészről – a lakosok betelepültek a faluba. Tekén ma már csak az erdészlakások vannak.
A közvetlenül határos települések: észak felől Rábaszentmiklós, kelet felől Tét, délkelet felől Gyömöre és Gyarmat, dél felől Csikvánd, délnyugat felől Malomsok és Sobor, nyugat felől pedig Árpás.

### Megközelítése
Közúton a 83-as főútról Téten át, mintegy 7 kilométeres letéréssel közelíthető meg, a 8417-es, majd a 8419-es úton. Rábaszentmiklós-Rábaszentmihály térségével a 8421-es út köti össze. Közigazgatási területét egy-egy rövid, lakatlan szakaszon érinti még a 8314-es út és a 8416-os út is.
Vasútvonal nem érinti; a legközelebbi vasúti csatlakozási lehetőségeket a Győr–Celldömölk-vasútvonal Halipuszta megállóhelye vagy Gyömöre-Tét megállóhelye kínálná – mindkettő mintegy 13 kilométerre esik, előbbi Felpéc, utóbbi Gyömöre területén – de jelenleg (2019 óta) egyiknél sem állnak meg az áthaladó személyvonatok.

## Története

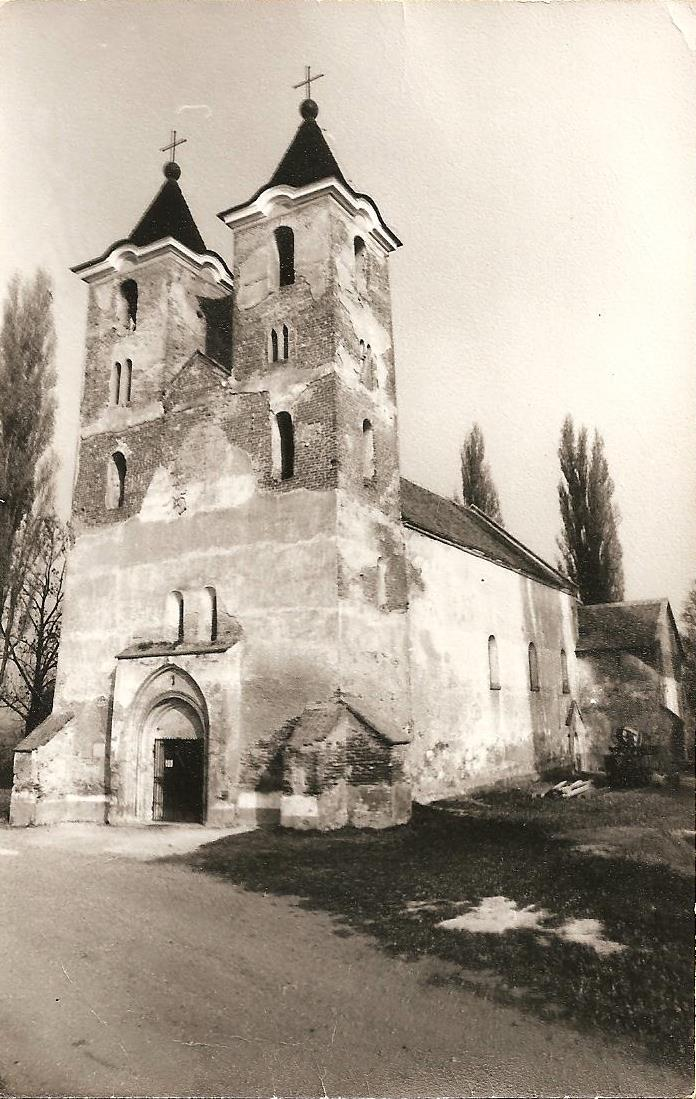
Szent Jakab apostol templom egykori állapotában

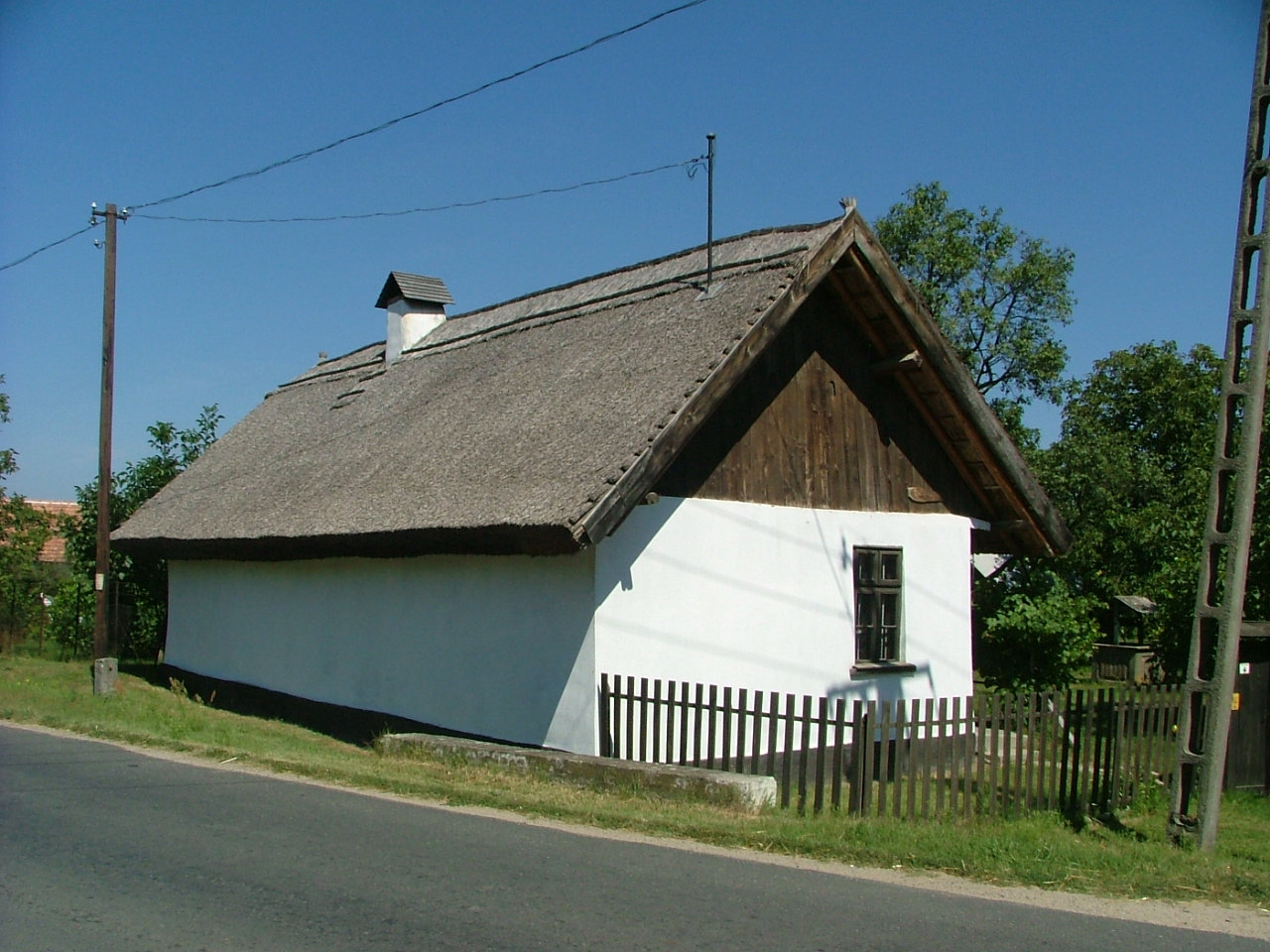
Falusi parasztház

A falu kialakulását és nevét egyaránt annak köszönheti, hogy a vidék egyik földesura, a Pok nemzetségbeli Móric birtokán hidat veretett a Rábán. A híd keleti hídfője előtt kialakuló település a XII–XIII. század fordulójától jöhetett létre (első okleveles említése 1228-ból való), ugyanis egy 1251-ből keletkezett adománylevél mint régtől valót, óhídnak nevezi, másrészt ugyanez az okirat Mórichida földjét adományozza többek közt, s már a meglévő falut említi: „… s van a határjel a falu végénél (in fine villae)”.
1242. október 6-án IV. Béla király itteni látogatásáról tudunk.
Ennek okát nem ismerjük, de joggal feltételezhető, hogy jelenlétében hű udvari főembere, Móric mester és öccse, Márk ekkor alapították a premontrei rendi prépostságot; az 1251-ből származó adománylevél már itt élő szerzetes fráterekről szól (fehér barátok). 1414-ben a prépostság elnyerte a mórichidai tizedet a győri káptalannal és püspökkel szemben. Az erről szóló okirat már mezővárosnak (oppidum) nevezi. 1536-ban Enyingi Török Bálint adományként kapta I. Ferdinándtól Mórichida egy részét mint a pápai várhoz csatolt falut. A Török család jóvoltából vette itt kezdetét a reformáció az evangélikus vallás meggyökeresedésével. 1616-ban II. Mátyás megújította a község vásártartási jogát. A következő évtizedekben Mórichidát nemcsak égette, rabolta a török, de a fejérvári szandzsákbégnek adózott is. A 18. század elején az itt is dúló kuruc–labanc harcok elől menekülve Mórichida népe megint elhagyta faluját, s a határbéli Bordács sűrű erdős, mocsaras területére húzódva előbb ideiglenesen, majd 1720–1730 közt véglegesen, házait felépítve mai helyére költözött át. A régi Mórichida emlékét a Faluhely-dűlő neve és föld alatti maradványai őrzik. A század második felét birtokperek, a birtokviszonyok változása, Mária Terézia urbáriuma, a vallási villongások elülte jellemzik. 1789-ben megkezdték a máig álló evangélikus templom építését. 1794-ig a katolikus plébánia is Mórichidán működött, ekkor költözött Árpásra. 1803-ban új birtokosa lett az apácák birtokrészének: Crenvillei gróf Folliot Victoria asszony. 1806-ban felosztották az Esterházyakkal a falut és határát. 1929-ig Kis-Mórichida és Nagy-Mórichida az Esterházyak pápai uradalmához került. 1814-ben szőlőhegyet alakítottak ki a volt Akasztó-dombon. A jobbágyfelszabadítás után, 1853-tól 1866-ig folytak az elkülönítő perek a földbirtokosok és parasztok között. A század végére a lakosság száma 1400 fölé emelkedett, és a szegénység ezzel párhuzamosan nőtt.
Mindkét világháború megviselte a lakosságot. 1945. március 26-án az itt folyó harcok nagy pusztítást okoztak: 22 ház teljesen elpusztult, több mint félszáz épület erősen megrongálódott. 1945-ben a rászorultaknak átlag három hold földet osztottak. 1950–1956 között, majd 1959-től mezőgazdasági termelőszövetkezet működött a faluban. 1966-tól Mórichida fokozatosan vált három falu közigazgatási, oktatási és egészségügyi központjává. A múlt századból megmaradt néhány nádas parasztház, megtekintésre érdemes a Hegy hangulatos pincesora is. Kirándulásra, táborozásra alkalmas helyek az erdőkben, a Marcal és a Rába mellett egyaránt vannak. Nevezetessége a népi építészet emlékeit őrző házak és a pincesor.

## Mai élete
A térség kistelepüléseihez hasonlóan Mórichidának is a legfőbb gondja népességének fogyásából és elöregedéséből származik. 1962-ben a község lélekszáma 1325 fő volt, ma 910-re csökkent. Elsősorban a fiatalok hagyták el a falut. Közigazgatás szempontjából a község régtől fogva önálló.

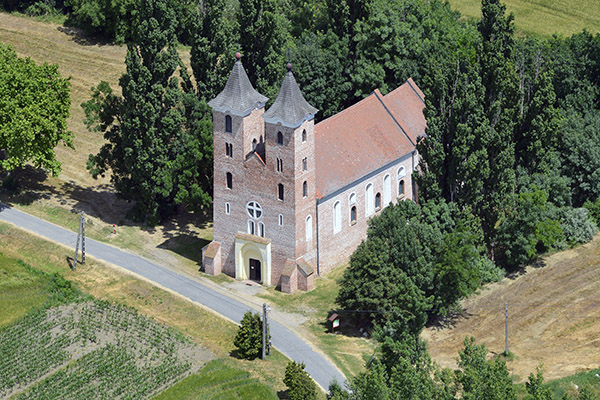
A felújított Szent Jakab templom légi fotón

A helyi gazdaság legfontosabb ága változatlanul a mezőgazdaság. A Kossuth Mezőgazdasági Szövetkezet elsősorban növény és állattenyésztéssel foglalkozik bérelt földeken. A szövetkezetnek 48–50 aktív tagja van. A Kisalföld Erdőgazdasági Rt. használatában van a határ erdeinek egy része. A helyi vállalkozások nagyobbik részét a mezőgazdasági vállalkozások jelentik: kb. 10 a kereskedelmi szolgáltatásban működik, ezt egy-két kisipari jellegű egészíti ki. Itt üzemel a győri székhelyű Pannon Vízmű Rt. helyi telepe. A mezőgazdasági termelés szerepe a fentieknél jóval nagyobb. Bár az elmúlt években a szarvasmarha, sertés tartása jelentékenyen visszaesett, mégis a háztartások húsfélékkel, tojással s főleg zöldségfélékkel történő ellátása a családi kisgazdaságokban történik. Néhány zöldségféléből eladásra is kerül, ezek közül legfontosabb a konzervuborka. A szőlőművelésnek nagyobb a hagyománya mint a jelene. A vízellátás közműről történik, a fűtést hagyományosan oldják meg. Folyamatban van a vezetékes gáz építése. Az alapvető egészségügyi ellátás a háziorvosi, védőnői szolgálattal megoldott – saját rendelővel. Az önkormányzat szociális étkeztetést is biztosít az egyedül élők, idősek számára.
A faluban 50 fős óvoda és nyolc osztályos, a társközségekkel közösen fenntartott általános iskola működik. A továbbtanulók elsősorban Győr szakképző ill. középiskoláiba járnak. A községben két felekezet, a római katolikus és az evangélikus egyházközségek működnek. A hitélet az elmúlt években megerősödött, de így is többségben vannak azok, akik vallásukat nem gyakorolják. A kultúrházban 4–5 ezer kötetes könyvtár is van. A nagytermét téli időszakban az iskola testnevelésórák céljára is használja. Nem működik a faluban sportkör, pedig a sportpálya öltözővel együtt rendelkezésre állna. Hiányzik az ifjúságot foglalkoztató klub, egyesület, szerveződés. Nagy hagyományra tekint vissza a helyi önkéntes tűzoltók egyesülete, aktív munkát fejtenek ki a vöröskeresztesek, például rendszeres véradás szervezésével. Politikai pártoknak csak hívei vannak, helyi szervezetei nincsenek. Újabb keletű hagyománnyá vált az idősek napjának megrendezése és a falunap, melyre rendre augusztus 20. ünnepéhez kapcsoltan kerül sor. A hagyományos népszokások kimúlóban vannak (például a szüreti bálok, a karácsonyi köszöntők). Ezek közül él még – néha torzult formában – a húsvéti locsolás, lucázás, májusfaállítás és természetesen a Vendel-napi búcsú megtartása. Időnként sor kerül egy-egy kulturális jellegű rendezvényre, előadásra az önkormányzat vagy az iskola szervezésében.
- Artézi-kút: 2009-ben került sor az artézi kút felújítására, mely 1940 óta működik. A falu egyik meghatározó helyszíne, a falu központjában található a Fő utcán. A faluban ez az egyetlen állandóan működő artézi kút maradt meg, de a falu vízellátása is artézi vízrétegből van biztosítva a Miklósi út végén található vízműtelepről.
- Szüreti felvonulás: A régi hagyomány újraélesztésre került a faluban. Így minden év szeptemberében a szüreti felvonulás végigvonul Mórichidán és a szomszéd falvakon is és előadják a műsorukat. Táncosok, énekesek és a falu híreit is kidobolják.
- Vendel közösségi tér: A Fő utca egyik lakóházának elbontása után került sor a telek parkosítására. Egy pavilon és játszótér is megépült a területen. A teret Szent Vendel után nevezték el. A falunak azóta egy népszerű helyszínévé vált. Esküvők helyszínének is szép helyszínt biztosít. Májusfa állítás és adventi gyertyagyújtáskor is itt gyűlik össze a falu lakossága.
- Papréti sportpálya: A Papréten lévő sportpálya 2015-ben került felújításra. A sportöltöző továbbfejlesztésére került sor, valamint egy salakos multifunkciós pálya is kialakításra került. Így a labdarúgás mellett már tenisz, kosárlabda és röplabda is elérhető a mórichidaiak számára.
- Trianoni emlékmű: 2017. június 4. napján, az evangélikus templomban tartott ökumenikus istentisztelet után adták át Kránitz József alkotását. Az emlékművet Bakay Beatrix, evangélikus lelkész áldotta meg a falu lakosainak, valamint a térség önkormányzati tisztségviselőinek és országgyűlési képviselőjének jelenlétében. A szobor a falu központjában, a világháborúk áldozatainak emlékműve mellett kapott helyet.

## Közélete

### Polgármesterei
- 1990–1994: Kovács Tibor (független)[3]
- 1994–1998: Terstyánszky Lajos (független)[4]
- 1998–2002: Terstyánszky Lajos (független)[5]
- 2002–2006: Ihász László (független)[6]
- 2006–2010: Ihász László (független)[7]
- 2010–2014: László Attila (független)[8]
- 2014–2019: László Attila (független)[9]
- 2019–2024: László Attila (független)[10]
- 2024– : László Attila (független)[1]

## Népesség
A település népességének változása:
| Lakosok száma | 818  | 803  | 814  | 834  | 811  | 807  | 807  |
|               | 2013 | 2014 | 2015 | 2021 | 2022 | 2023 | 2024 |

A 2011-es népszámlálás során a lakosok 89,6%-a magyarnak, 0,8% cigánynak, 0,4% németnek mondta magát (10,2% nem nyilatkozott; a kettős identitások miatt a végösszeg nagyobb lehet 100%-nál). A vallási megoszlás a következő volt: római katolikus 39,3%, református 0,7%, evangélikus 34,4%, görögkatolikus 0,2%, felekezeten kívüli 2,9% (20,8% nem nyilatkozott).
2022-ben a lakosság 93,6%-a vallotta magát magyarnak, 1,5% németnek, 0,2% ukránnak, 0,2% románnak, 0,2% szerbnek, 0,1% horvátnak, 1,7% egyéb, nem hazai nemzetiségűnek (6,4% nem nyilatkozott; a kettős identitások miatt a végösszeg nagyobb lehet 100%-nál). Vallásuk szerint 30% volt római katolikus, 28,5% evangélikus, 1,6% református, 0,4% görög katolikus, 1% egyéb keresztény, 0,1% egyéb katolikus, 8,6% felekezeten kívüli (29,7% nem válaszolt).

## Látnivalók

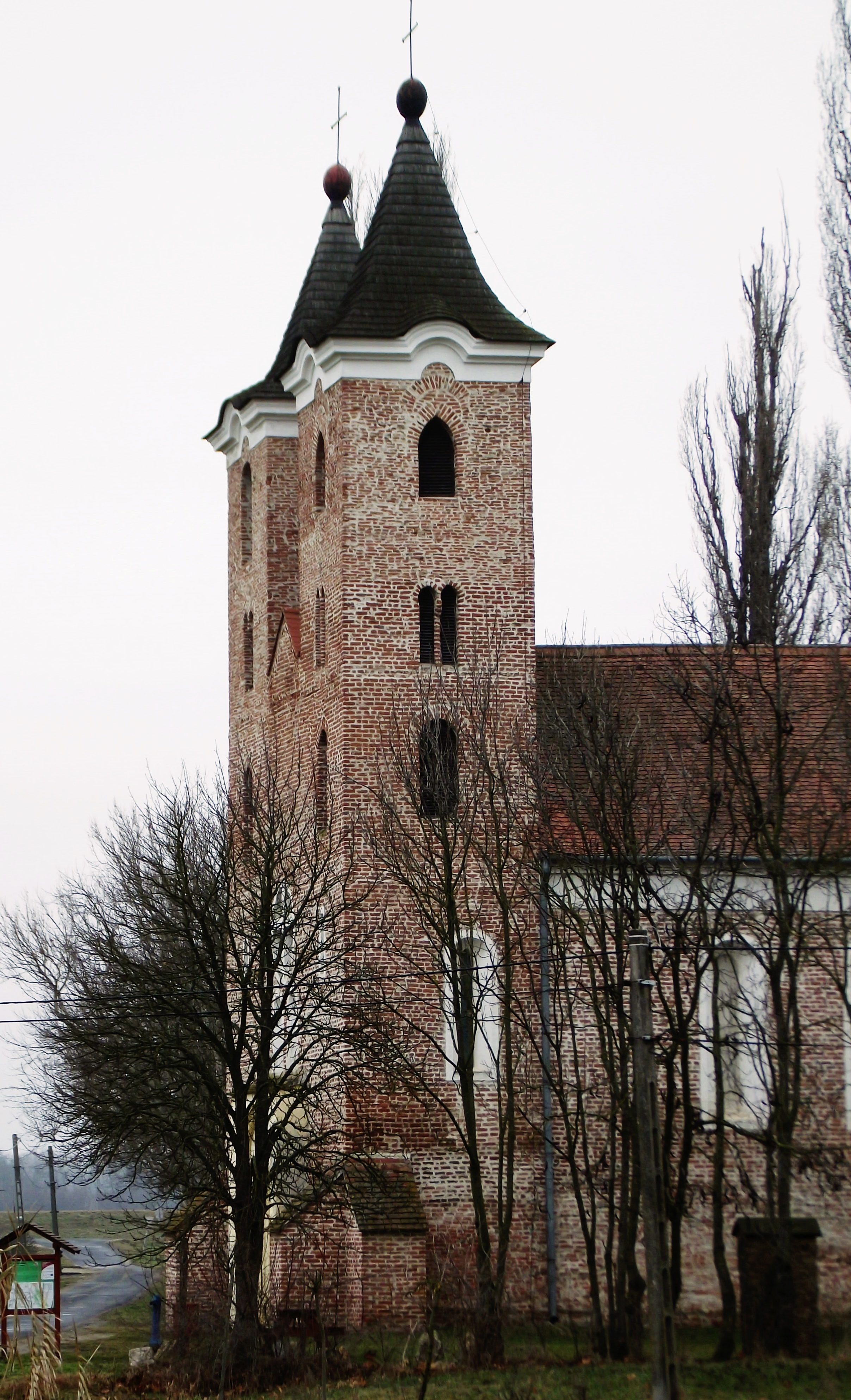
Szent Jakab apostol templom
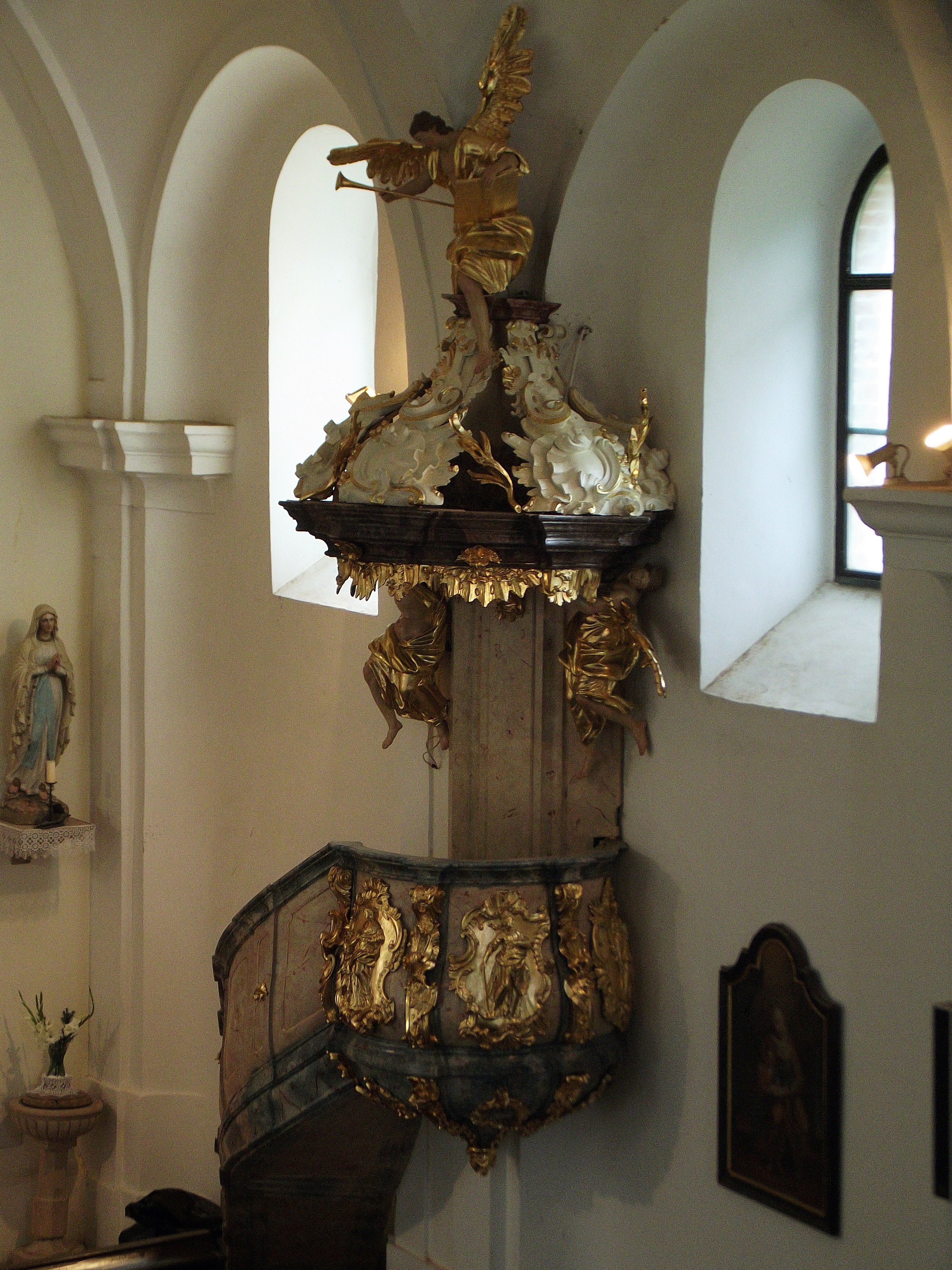
Felújított szószék a Szent Jakab templomban
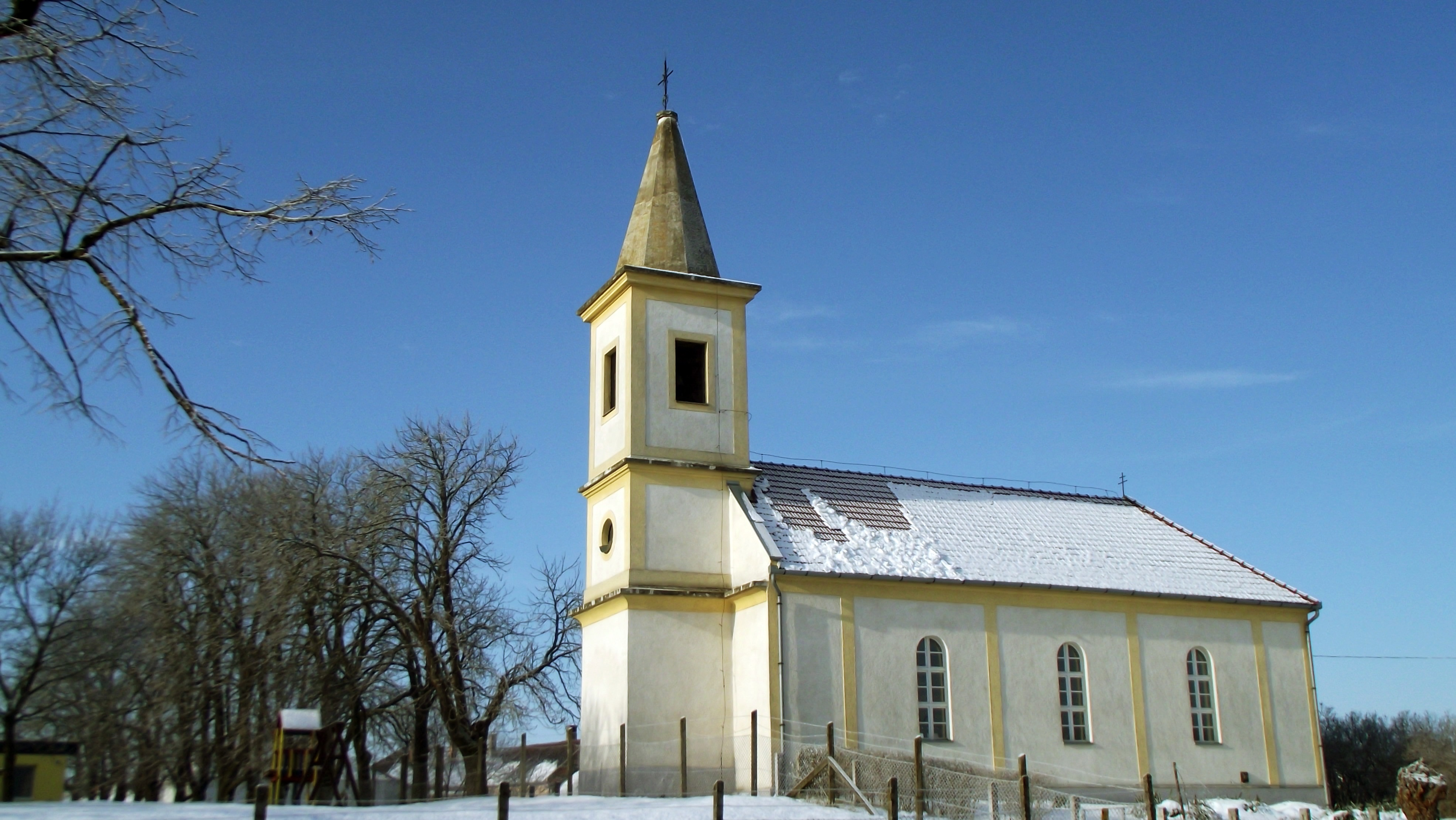
Evangélikus templom
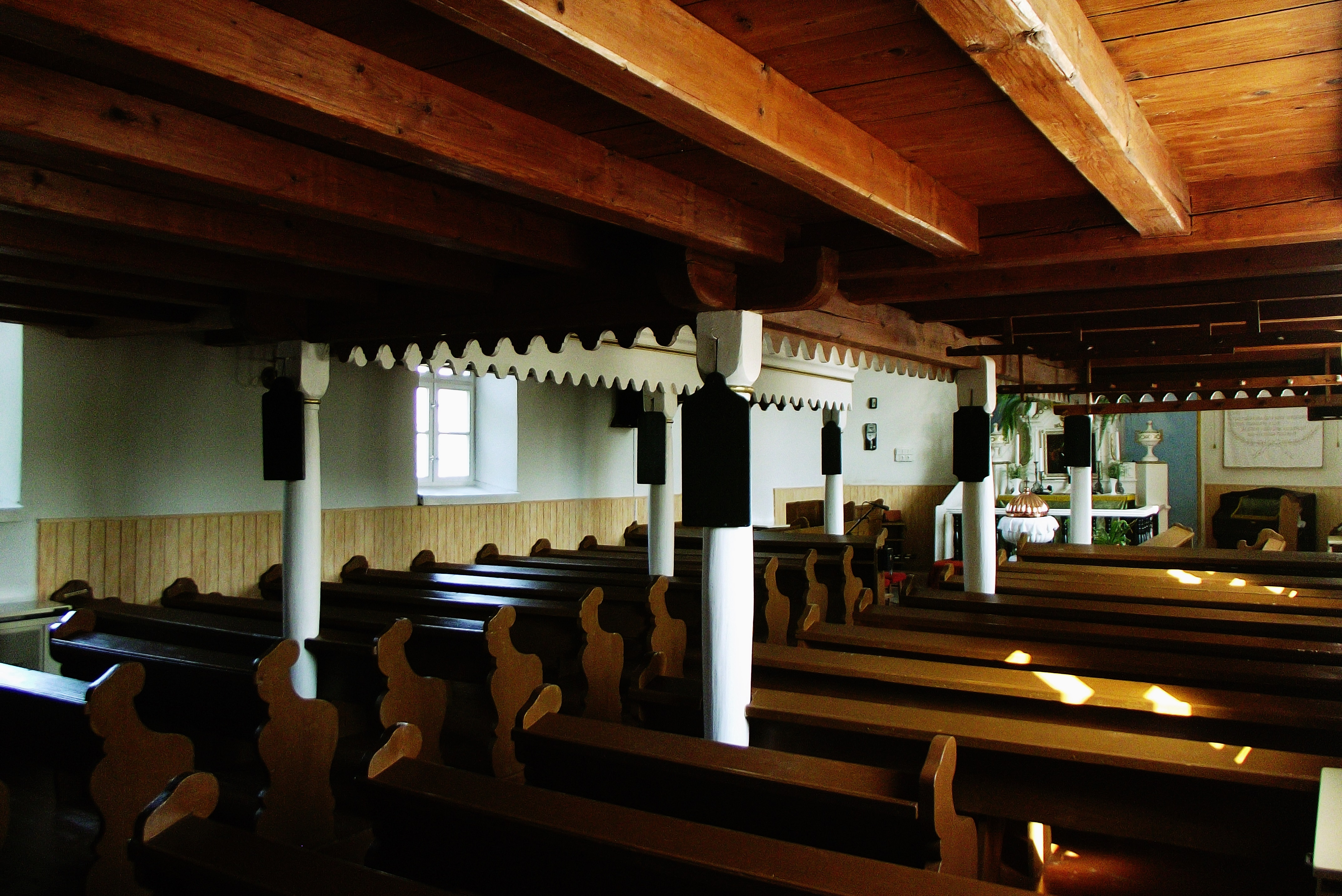
Az evangélikus templom belseje
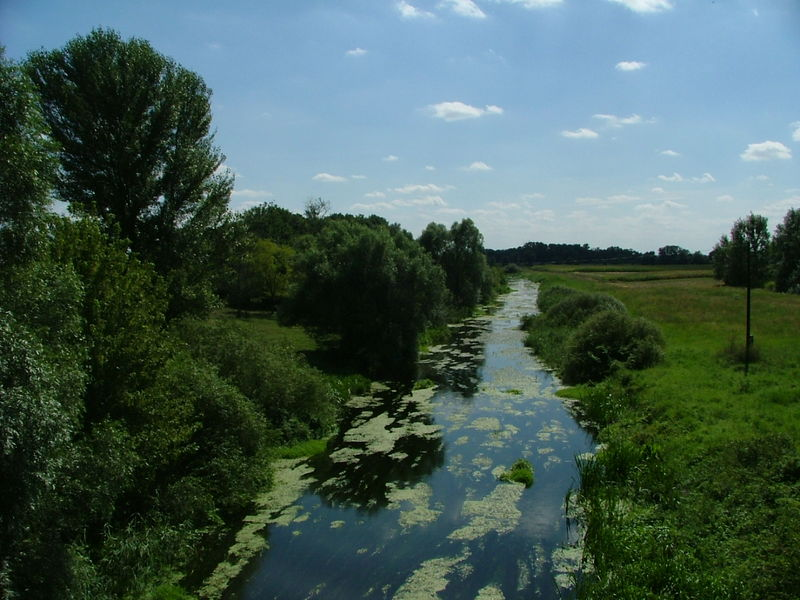
A Marcal Mórichidánál
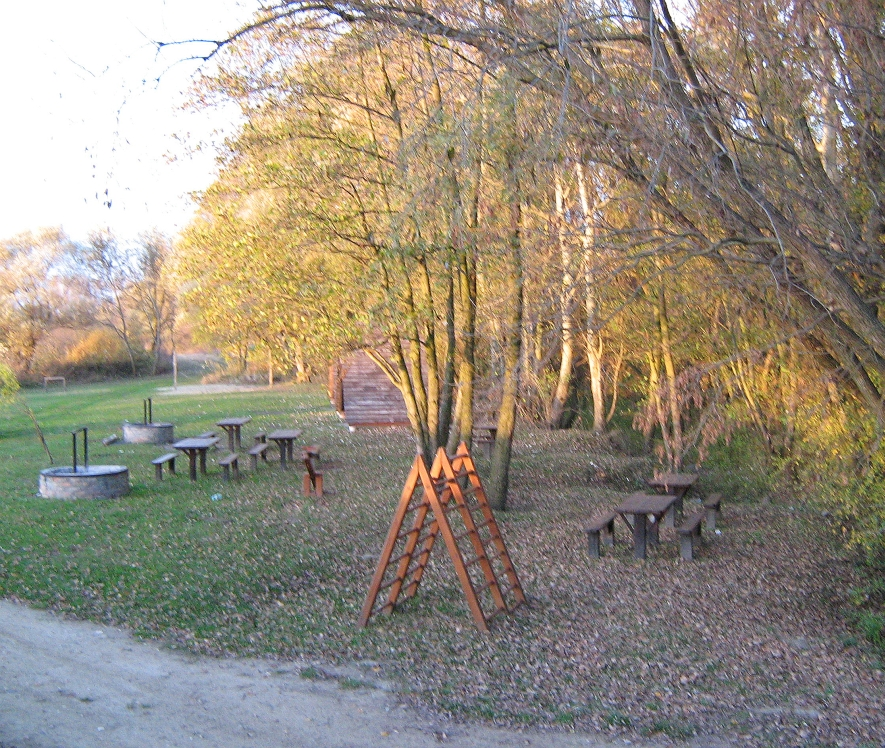
Marcal part (Szentei híd)
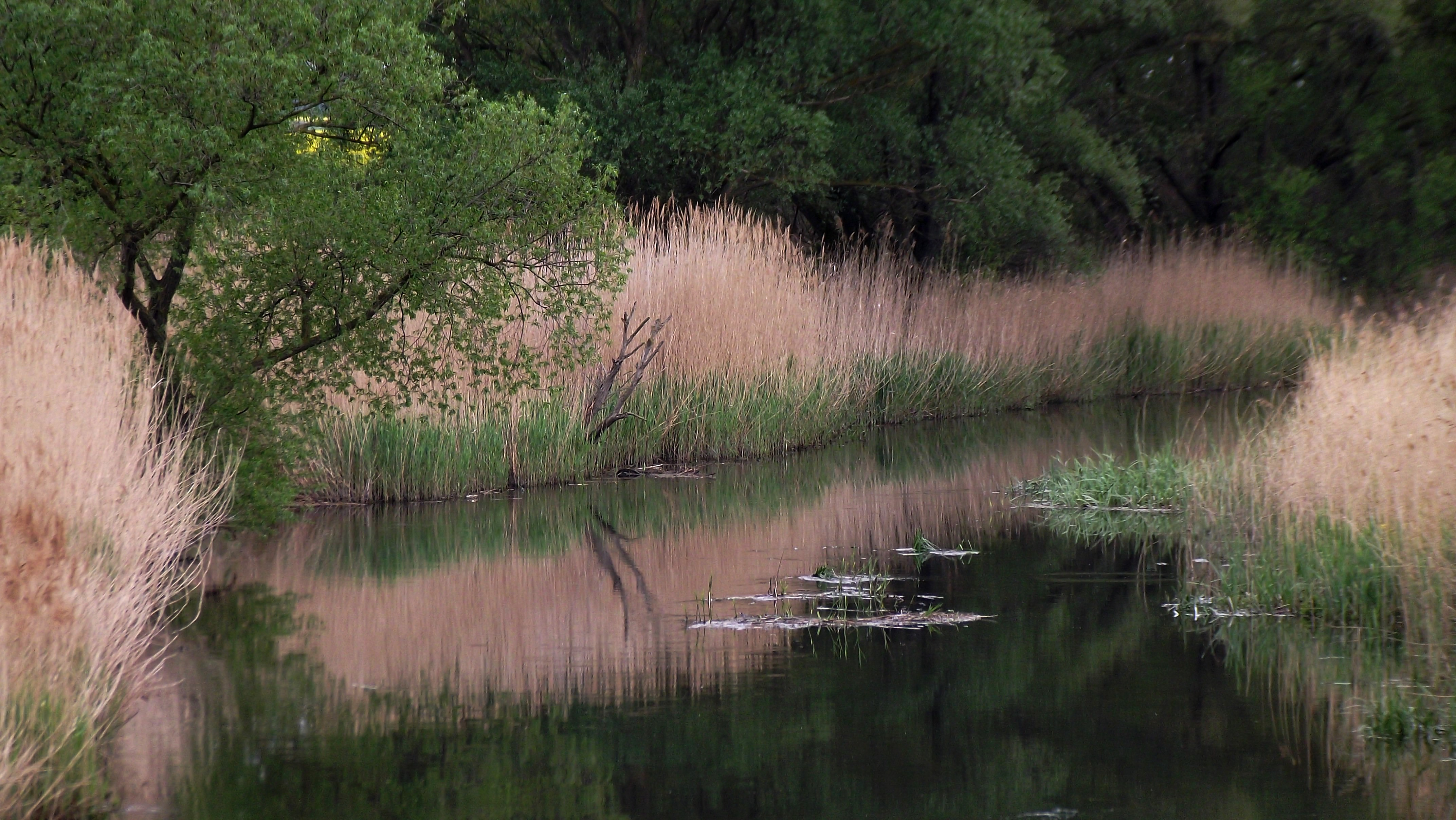
A Csikvándi-Bakony-ér torkolata a Szentei hídról
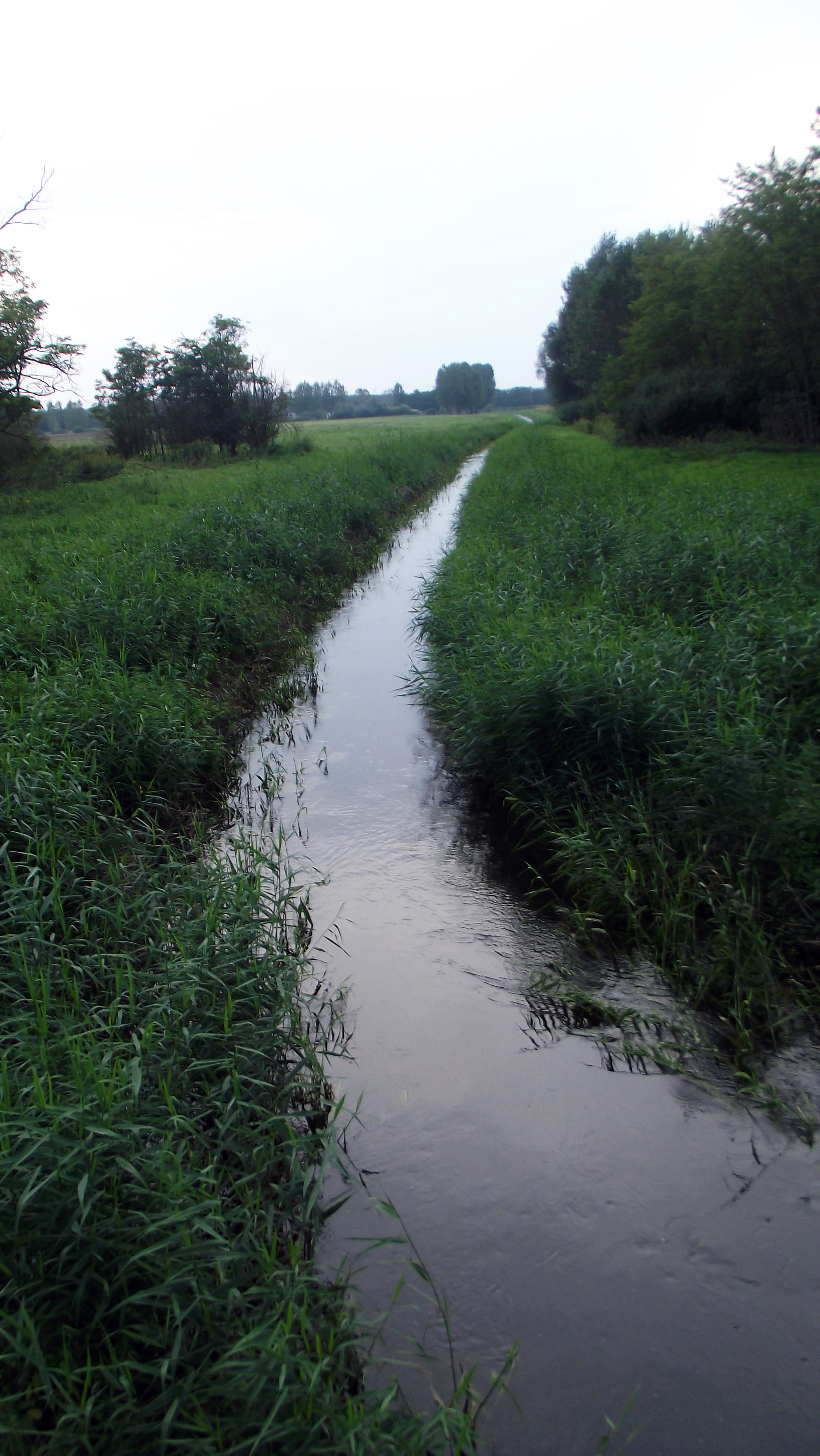
A Csángota-ér Mórichidánál

- Szent Jakab apostol templom (Árpás, Dombiföld): A prépostságot Nagy Móric ispán alapította 1251-ben Szent Jakab tiszteletére. 1526-tól 1577-ig premontrei apácák laktak a monostorban. A török hódoltságot követően a 17. század végén a nagyszombati klarisszák költöztek be, akik 1750-ben a templomot a tornyok, a homlokzat és a szentély kivételével barokk stílusban átalakították. A rend feloszlása óta az épület a település plébániatemplomaként működik. Az évszázadok alatt rárakott vakolattól az 1992-es helyreállítás során megszabadították, így ma eredeti szépségében tárul elénk a román stílusból a gótikába hajló téglaépítészet e ritka magyarországi példája. A két torony között, a templom kapujában még a román kor félkörívét is látjuk, de a kapubéllet külső oszloppárja már gótikus csúcsívben találkozik, s a gótika jegyeit viselik a szentély keskeny, csúcsíves ablakai is. A templom egyhajós, bordás keresztboltozatú, egyenes záródású szentéllyel, két toronnyal. A főoltár egyes részletei a XVII. Század végéről valók. E templomot 1860-ban Romer Flóris – a kor egyik legnagyobb archeológusa – nagyon romos állapotban találta. „Alacsony fekvése miatt a vízáradásoknak ki van téve, falai nyirkosak és zöld penésszel befedettek, tetőzete pedig éppen, hogy fenntartatik”. A tetőt 1930-ban mórichidai ácsok Szabó József ácsmester irányításával újították fel. A költségét a ferencházi uraság – Kőnig Ignác fizette. A templom szakszerű felújítása 1935-ben Fömötör Gyula – néhai plébánosunk – fáradhatatlan munkásságának köszönhető. Az akkori restaurálást Schutzbach Antal iparművész irányította s ennek során a külső barokk formai elemeket eltávolították. Az új torony gömböt és keresztet árpási kovácsmester készítette el. Legutóbb a hívők anyagi támogatásával az Országos Műemlékhivatal 1995-ben újíttatta fel a templomot, amely évszázadokon keresztül szolgálja a mórichidai és árpási római katolikus híveket. A plébánia 1794-ben Mórichidáról Árpásra költözött és azóta a templomot is – tévesen - gyakran árpásinak nevezik.
- Evangélikus templom (Fő út): A mórichidai Fő utca közepe táján egy szép vadgesztenyesor vezet az 1789-ben épült evangélikus templomhoz. Ide járnak az árpási evangélikusok is. A II. világháborúban e templom is megsérült. A helyreállítást anyagilag is segítették a Mórichidáról Amerikába kivándorolt Cleveland-i magyarok Bors Károly és neje összefogásában. A templomot 1996-ban renoválták.
- Szőlőhegy: Az egykori Akasztó-dombon a pápai Eszterházy uraság mérette ki a Szőlőhegyet a mórichidaiak kérésére és adta át a művelésre egy 1814. március 12-én kelt okmányban. Nyolcvannégy mórichidai birtokos kapott területet a Szőlőhegyen. Az itteni homoki bor jó minőségű és egykor megélhetést biztosított a helyi családoknak. Szigorú szabályokat fogalmaz meg az alapító okirat. A szigorú szabályokat be kellett tartani, erről a zárt kapuk és a csősz gondoskodott. Ha valaki nem művelte területét, akkor az uraság azt elvette és más személynek adta művelésre. 2014. március 15.-én az önkormányzat közreműködésével a szőlősgazdák, tulajdonosok és falubeliek közösen ünnepelték a szőlőhegy 200 éves fennállását. A győri Hild József Építőipari Szakközépiskola felmérő táborai Mórichidáról indultak el. Az iskolások felmérték a szőlőhegyet és mellette a falu több épületét is. A felmérésekből kiállításokat is tartanak. Nem egy értéket megmenekítettek az összedőlt pincékből és ezek a győri Xantus Múzeumban megtekinthetők. A területet közepén út szeli ketté, melynek két oldalán présházak és pincék állnak. Ezek között nem egy százéves épület található, néhány a hegyközséggel egyidős. Az épületeken megfigyelhetőek a népi építészet elemei.
- Emlékművek: A falu központjában tekinthető meg az I. és II. világháború mórichidai áldozatainak tiszteletére állított emlékmű és a mellette álló Trianoni emlékmű. A temetőben katonák sírjai és a II. világháború emlékműve is megtekinthető. Valamint a 2000. millennium éve emlékére készített kopjafa az Új utcán látható.
- Vendel közösségi tér: A Fő utcán lévő pavilon és parkosított környezete esküvők és rendezvények helyszínéül is szolgál.
- Artézi-kút: A falvakban lévő artézi kutak mára már ritkaság számba mennek. A mórichidai artézi kút 1940 óta adja folyamatosan a tiszta, jó minőségű ivóvizet a Fő utcán. A helybeliek olykor a kútnál gyűlnek össze, beszélgetni.
- Természeti értékek: Mórichida és a szomszédos települések (Árpás, Rábaszentmiklós) túrázásra adnak lehetőséget. A Marcal-parton pihenőhely, fürdési lehetőség és röplabda pálya található. A környék nevezetességei gyalog és kerékpárral is felkereshetők.
- Kaszalapi-tó: Mórichida határában található a Kaszalapi-tó, ahol a helyi horgászegyesület (Marcalmenti Horgász Egyesület) tagjai töltik el szabadidejüket. A tó a Hegy utcán továbbhaladva közelíthető meg földúton. Egész évben érdemes ellátogatni egy séta alkalmával. Télen és nyáron is szép látványt nyújt a kavicsbánya tó és a környező fenyőerdők látványa.

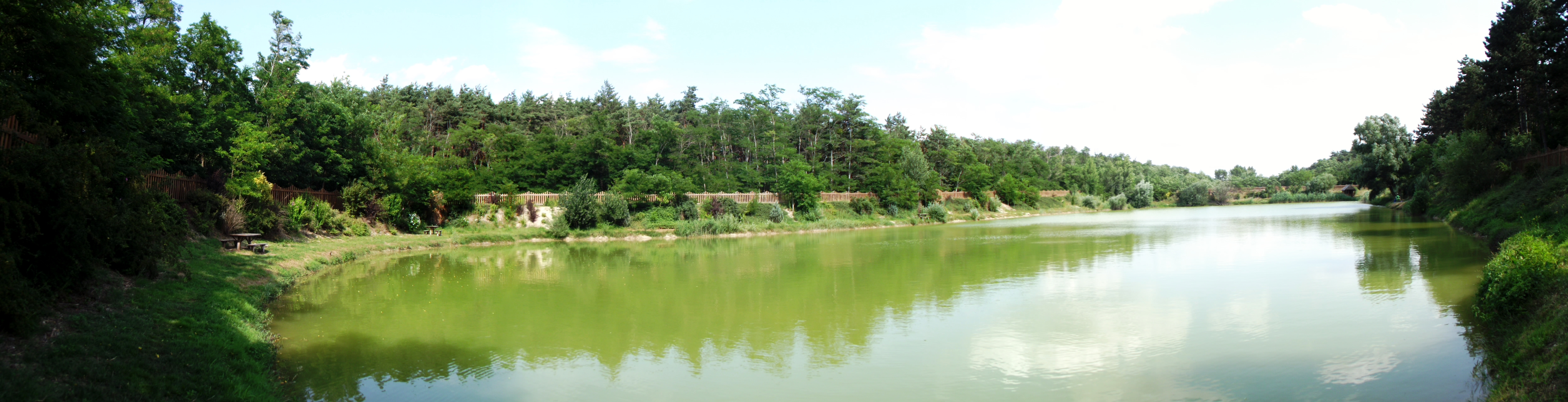
Kaszalapi-tó Mórichida határában

## Mórichida szülötte
- Fehér Dániel (Nagymórichida–Tekepuszta, 1890. október 27. – Sopron, 1955. február 16.)

Erdőmérnök, mikrobiológus, növényfiziológus, botanikus. A mikroorganizmusok élettanával kapcsolatos talajbiológiai kutatásaival nemzetközi hírnevet szerzett magának. A biológiai tudományok doktora (1952), 1954-től a Magyar Tudományos Akadémia levelező tagja volt.

## Mórichidán élt
- Sághy Jenő (Lébény, 1914. október 17. - Budapest, 1999)

Evangélikus lelkész, író. Édesapja Lébényben evangélikus tanító volt, aki 1921-ben a spanyolnáthajárvány idején elhunyt. Az 1956-os forradalom után, 1957-ben koholt vádak alapján három év börtönre ítélték, amelyből másfél évet letöltött előbb a kistarcsai munkatáborban majd a márianosztrai börtönben. Szabadulása után nyugdíjba vonulásáig Mórichidán szolgált 1959-től 1999-ig. 1999-ben hunyt el, a Budapest-Farkasréti temetőben temették el.
A Terror Háza Múzeumban külön tárló emlékeztet az 56-os elítélt evangélikus lelkészre.